# دوبرافكا زويكا
دوبرافكا شويكا (بالكرواتية: Dubravka Šuica)‏ هي سياسية كرواتية من مواليد 20 مايو 1957 تنتمي إلى حزب الاتحاد الديمقراطي الكرواتي (يمين الوسط) وهي تشغل منصب نائب رئيس المفوضية الأوروبية للديمقراطية والديموغرافيا منذ عام 2019. شغلت سابقًا منصب عضو في البرلمان الأوروبي من عام 2013 إلى عام 2019.
شغلت منصب رئيسة بلدية دوبروفنيك لفترتين متتاليتين بين عامي 2001 و2009. كانت أول عمدة لمدينة دوبروفنيك وواحدة من أوائل السيدات الواتي شغلن منصب العمدة في المدن الكبرى في كرواتيا الحديثة. عملت كعضو في البرلمان الكرواتي لثلاث فترات من عام 2001 إلى عام 2011. منذ عام 2004، تم انتخابها خمس مرات على التوالي لتولي منصب نائب رئيس الكونغرس التابع لمجلس أوروبا. تم انتخابها في أكتوبر 2012 نائبة لرئيس الرابطة النسائية لحزب الشعب الأوروبي وفي يونيو 2019 نائبة لرئيس المجموعة البرلمانية للاتحاد الأوروبي التابعة لحزب الشعب الأوروبي.